# Mount Flint
Mount Flint ist ein 2695 m hoher und markanter Berg mit abgerundetem Gipfel im westantarktischen Marie-Byrd-Land. Er ragt 16 km nordwestlich des Mount Petras in den McCuddin Mountains auf.
Wissenschaftler der United States Antarctic Service Expedition (1939–1941) entdeckten ihn bei einem Überflug am 15. Dezember 1940 und benannten ihn kurzerhand Mount Gray. Der United States Geological Survey kartierte ihn detailliert zwischen 1959 und 1965. Das Advisory Committee on Antarctic Names verwarf die ursprüngliche Benennung und benannte ihn 1966 nach dem US-amerikanischen Elektroingenieur Robert B. Flint Jr. (* 1940), der für das United States Antarctic Research Program auf der Byrd-Station im Jahr 1964, auf dem Polarplateau im Jahr 1966 und als Austauschwissenschaftler auf der Wostok-Station im Jahr 1974 geophysikalische und geomagnetische Untersuchungen durchgeführt hatte.